# Los Pintanos
Los Pintanos – gmina w Hiszpanii, w prowincji Saragossa, w Aragonii, o powierzchni 79,64 km². W 2011 roku gmina liczyła 45 mieszkańców.